# Redlichinidae
A Redlichinidae a háromkaréjú ősrákok (Trilobita) osztályának a Redlichiida rendjéhez, ezen belül a Redlichiina alrendjéhez tartozó család.

## Rendszerezés
A családba az alábbi nemek tartoznak:
- Asthenaspis
- Kolbaspis
- Parasajanaspis
- Redlichina
- Sajanaspis
- Sekwiaspis
- Tungusella